# Megadontomys cryophilus
Megadontomys cryophilus és una espècie de mamífer rosegador de la família dels cricètids. És endèmic dels altiplans del nord d'Oaxaca (Mèxic), on viu a altituds d'entre 2.400 i 3.500 msnm. S'alimenta de baies. Els seus hàbitats naturals són les selves nebuloses i els boscos de pins i roures. Està amenaçat per la tala d'arbres. El seu nom específic, cryophilus, significa ‘amant del fred’ en llatí.